# The Times of India
The Times of India (TOI) és un diari indi escrit en anglès. És el tercer diari més gran de l'Índia per circulació i el diari més venut en anglès, segons l'Agència Auditora de Circulacions de l'Índia. Segons l'Enquesta de Lectura Índia de 2012, The Times of India és diari en anglès més llegit de l'Índia amb 7.643 milions lectors.
És part de Bennett, Coleman & Co. Ltd., que és propietat de la família Sahu Jain. A The Brand Trust Report de 2012, The Times of India va ser situat en 88a posició entre les marques índies amb més confiança. Segons el mateix informe de 2013, la seva posició era la centena. El 2014, tanmateix, The Times of India se situava en la 174a posició en aquest estudi conduït per Trust Research Advisory.
The Times of India va publicar la seva primera edició el 3 de novembre de 1838 com The Bombay Times and Journal of Commerce. Es publicava els dimecres i dissabtes sota la direcció de Raobahadur Narayan Dinanath Velkar, un maratha reformista, i contenia notícies de la Gran Bretanya i del món, així com del subcontinent indi. El 1850, va començar a publicar edicions diàries.
El 1860, l'editor Robert Knight (1825-1892) va comprar els interessos dels accionistes del diari, que es va fusionar amb el seu rival Bombay Standard, i va començar la primera agència de notícies de l'Índia. El 1861 va canviar el nom de Times and Standard de Bombai per The Times of India. Knight va lluitar per la llibertat de premsa de la censura prèvia o intimidació, resistint sovint dels intents dels governs, els interessos empresarials i portaveus culturals, i va portar el diari a la prominència nacional. Durant el segle xix, aquesta empresa periodística va donar feina a més de 800 persones i tenia una tirada considerable a l'Índia i Europa.
El 1976, durant l'emergència, el govern va transferir la propietat del periòdic de nou a Ashok Jain (fill de Shanti Prasad i pare de Samir Jain i Vineet Jain).

## Empleats notables
- Sham Lal, Editor
- Girilal Jain, editora i erudita
- Samir Jain, vicepresident

Editorial
- Vineet Jain, MD
- Jug Suraiya (editor associat, columnista, "Jugular Vein", dibuixant, Dubyaman II)
- Swaminathan Aiyar (columnista, "Swaminomics")
- R. K. Laxman (You Said It, dibuixos animats editorials, amb el famós Common Man)
- M. J. Akbar, columnista, "The Siege Within" i antic equip editorial
- Chetan Bhagat, columnista, TOI de diumenge
- Shashi Tharoor, columnista de "Shashi on Sunday"
- V. D. Trivadi, Humorista
- Twinkle Khanna, columnista de "Mrs. Funnybones"
- Swapan Dasgupta, columnista, TOI de diumenge